# Stara Widawa
Stara Widawa (Alt Weide) – ramię boczne rzeki Widawa, prowadzące wody tej rzeki na północ od koryta głównego, zlokalizowane częściowo w północnej części Wrocławia (osiedle Widawa), a częściowo w południowej części gminy Wisznia Mała (miejscowość Psary) lub stanowiące na pewnych odcinkach granicę obu gmin. Jego długość wynosi 2,2 km. Stanowi jedno z nielicznych, zachowanych ramion tej rzeki, która niegdyś przepływała wieloma korytami. Ramię to połączone jest z głównym korytem rzeki za pomocą niewielkiego jazu.
Nad ciekiem przerzuconych jest kilka przepraw, a w jego biegu zostały zbudowane także budowle hydrotechniczne – niewielkie jazy, progi i stawidła. Wśród mostów wymienić należy most stanowiący przeprawę dla ulicy Głównej w Psarach, będącej częścią drogi krajowej nr 5 i drogi europejskie E 261 oraz jeden z Mostów Dekarskich położony w obrębie Wrocławia. Istniała tu także przeprawa dla nieistniejącej obecnie trzebnickiej kolei wąskotorowej.
Nazwa Stara Widawa stosowana jest także do innych dawnych koryt rzeki Widawa, np. w odniesieniu do niewielkiego cieku w pobliżu rzeki Widawa, przecinającego teren między osiedlami Kowale i Psie Pole, na południe od rzeki (lewy brzeg po stronie osiedla Kowale).